# Туомиоя, Сакари
Сакари Севери Туомиоя (фин. Sakari Severi Tuomioja; 29 августа 1911, Тамерфорс, Великое княжество Финляндское — 9 сентября 1964, Хельсинки, Финляндия) — финский государственный и политический деятель, член Национальной прогрессивной партии.

## Биография
Родился 29 августа 1911 года в Тамерфорсе, в Великом княжестве Финляндском.

## Политическая карьера
С 1944 по 1945 годы был министром финансов во втором кабинете Паасикиви. Также с 1945 по 1955 годы — глава Банка Финляндии.
С 20 сентября 1951 по 26 ноября 1952 года — в должности министра иностранных дел Финляндии.
С 17 ноября 1953 по 5 мая 1954 года — премьер-министр Финляндии.
С 1955 по 1957 годы — посол Финляндии в Великобритании.
На президентских выборах 1956 года баллотировался в президенты, но проиграл.
С 1957 по 1960 годы был генеральным секретарём экономического отдела ООН в Европе, в 1963 был специальным представителем Генерального секретаря ООН по Кипрскому урегулированию.
С 1960 по 1964 годы — посол Финляндии в Швеции.
Скончался 9 сентября 1964 года в Хельсинки.

## Семья
- Тесть — Суло Вуолийоки, финский социал-демократ, личный друг Ленина
- Тёща — Хелла Вуолийоки (фин. Hella Wuolijoki, род. в Эстонии в 1886 году, скончалась в 1954 году), с 1908 года замужем за финским политиком Суло Вуолийоки. Автор цикла пьес о жителях усадьбы Нискавуори. Придерживалась левых взглядов и в 1943 году была приговорена к пожизненному заключению по обвинению в связи с советской разведкой. Вышла на свободу после завершения войны Финляндии с СССР и возглавила государственную радиовещательную компанию, а позднее стала депутатом парламента[2].
- Жена — Ваппу Иллике Туомиоя (урождённая Вуолийоки) (1911—1998), дочь писательницы Хеллы Вуолийоки.
- Сын — Туули Туомиоя
- Сын — Эркки Туомиоя (род. 1946) — министр иностранных дел Финляндии 2000—2007 и 2011—2015.

## Интересные факты
- Стал первым финном — членом Бильдербергского клуба.